# Ганевич, Иван Васильевич
Иван Васильевич Ганевич (укр. Ганевич Іван Васильович; 4 июля 1915, Катаржина, Херсонская губерния, Российская империя (ныне Знаменка, Ивановский район (Одесская область), Украина) — 29 апреля 1976, Одесса, УССР, СССР) — советский историк, доктор исторических наук (1961), профессор (1962).

## Биография
И. В. Ганевич родился 4 июля 1915 года в с. Катаржина Херсонской губернии.
В 1941 году окончил исторический факультет Одесского государственного педагогического института,.
Работал учителем истории, директором школы, с 1944 года преподавал в вузах Одессы.
В 1950 году защитил диссертацию «Роль СССР в освобождении Болгарии от немецких фашистов» на соискание ученой степени кандидата исторических наук.
С 1953 года преподавал в Одесском государственном университете имени И. И. Мечникова, с 1962 года заведовал кафедрой истории КПСС.
В 1961 году защитил докторскую диссертацию на тему: «Борьба болгарского народа под руководством Коммунистической партии за национальное и социальное освобождение (1941—1944)». В 1964 году присвоено ученое звание профессора.
Умер 29 апреля 1976 года в Одессе. Похоронен на 2-м христианском кладбище.

## Сочинения
Автор более 70 научных трудов.
- Борьба болгарского народа под руководством Коммунистической партии за национальное и социальное освобождение (1941—1944 гг.). — К., 1959.
- Боротьба болгарського народу за завершення будівництва соціалізму.— К., 1964 [в соавт.]
- Историография и источниковедение национально-освободительной и классовой борьбы болгарского народа в период второй мировой войны (Конспект лекций по спецкурсу). — Одесса, 1965. — 63 с.
- Деятельность Болгарской коммунистической партии по укреплению диктатуры пролетариата (сентябрь 1944—1948 гг.). — К., 1974. — 207 с.[4].

## Награды
- Почётная грамота Президиума Верховного Совета Украинской ССР.
- Орден «Кирилл и Мефодий» 2-й степени (Народная Республика Болгария)[1].